# ドロシーリトルハッピーのジャンプ!
『Dorothy Little Happyのジャンプ!』は、東北放送で2011年5月8日から2015年7月6日まで放送されていたラジオ番組。2014年5月からはニコニコ生放送「TBC東北放送チャンネル」でも放送されていた。

## 放送時間
- 東北放送（制作局）：毎週月曜　20時30分-21時[注 1]
番組開始-2011年10月2日は毎週日曜　20時50分-21時[注 2]、2011年10月9日-2012年4月1日は毎週日曜　17時15分-17時30分、2012年4月8日-9月30日は毎週日曜　21時-21時15分、2012年10月〜2014年3月は毎週土曜　22時-22時15分、2014年4月は毎週月曜　23時-23時20分に放送されていた。

- IBC岩手放送：毎週日曜　22時-22時15分（2011年10月〜2013年3月）

## 出演者
- Dorothy Little Happy

## 番組コーナー
- テーマトーク
- ドロシーの懺悔室(メンバーが最近やってしまった、ちょっとした悪いことを告白・懺悔する